# 코페르니쿠스의 지동설
코페르니쿠스의 지동설은 니콜라우스 코페르니쿠스가 개발하여 1543년에 발표한 천문학 모형이다. 이 모형은 태양을 우주의 중심에 고정시키고, 지구와 다른 행성들이 주전원에 의해 수정된 원형 경로와 균일한 속도로 태양 주위를 공전한다고 가정했다. 코페르니쿠스 모형은 수세기 동안 지배적이었던 프톨레마이오스의 천동설을 대체했다.
그는 1514년 이전 자신의 태양 중심 이론에 대한 개요를 동료들에게 공개했지만, 나중에 그의 제자 레티쿠스의 권유로 공개하기로 결정하기 전까지는 공개하지 않았다. 코페르니쿠스의 과제는 수학적으로 정리된 우주의 형이상학적 의미를 보존하면서 태양년의 길이를 더욱 우아하고 정확하게 결정하여 프톨레마이오스 모델에 대한 실용적인 대안을 제시하는 것이었다. 따라서 그의 태양 중심 모델은 행성의 원형 궤도, 주전원, 균일한 속도와 같은 부정확성을 야기하는 프톨레마이오스의 여러 요소를 그대로 유지하면서도 다음과 같은 아이디어를 동시에 사용했다.
- 지구는 정해진 순서대로 정지해 있는 태양 주위를 공전하는 여러 행성 중 하나이다.
- 지구는 매일 자전하고, 매년 공전하고, 매년 축이 기울어지는 세 가지 운동을 한다.
- 행성의 역행 운동은 지구의 운동으로 설명된다.
- 지구에서 태양까지의 거리는 태양에서 별까지의 거리에 비하면 짧다.

## 배경

### 고대
필롤라오스(기원전 4세기)는 지구의 운동을 가설화한 최초의 인물 중 한 명으로, 아마도 피타고라스의 구형 지구본 이론에서 영감을 받았을 것이다. 기원전 3세기에 사모스의 아리스타르코스가 지동설에 대한 최초의 본격적인 모델을 제안했는데, 그는 헤라클레이데스 폰티쿠스의 이론(지구가 24시간마다 "축을 중심으로 공전한다"는 이론) 중 일부를 발전시킨 것으로 알려져 있다. 그의 원본 텍스트는 분실되었지만 아르키메데스의 저서에는 아리스타르코스가 태양 중심 모델을 발전시킨 작업이 설명되어 있다.
아리스타르코스의 동시대인들이 지동설을 거부했다는 것은 흔한 오해이다. 플루타르코스는 클레안테스가 태양 숭배자이자 지동설에 반대하는 사람이었는데, 아리스타르코스가 농담 삼아 그를 불경죄로 고발하라고 말했다고 전한다.

#### 프톨레마이오스 체계
16세기에 이르기까지 1,400년 동안 유럽에서 널리 사용된 천문학적 우주 모형은 프톨레마이오스 체계였다. 이는 로마 시민 클라우디오스 프톨레마이오스가 서기 150년경에 쓴 《알마게스트》에서 창안한 지구 중심 모형이다. 중세 내내 이 책은 천문학에 관한 권위 있는 텍스트로 언급되었지만 저자는 잘 알려지지 않은 인물로 남아 있었다. 프톨레마이오스 체계는 지구를 우주의 고정된 중심으로 보는 이전의 많은 이론을 바탕으로 만들어졌다. 별들은 비교적 빠르게 회전하는 커다란 바깥쪽 구체에 둘러싸여 있었고, 행성들은 그 사이의 더 작은 구체에 있었는데, 각 행성마다 별도의 구체가 있었다. 행성의 겉보기 역행 운동과 같은 이러한 관점의 겉보기 이상 현상을 설명하기 위해 주전원의 체계가 사용되었다. 행성은 지구 중심을 중심으로 작은 원(주전원)을 그리며 회전하고, 그 중심은 지구 또는 지구 근처의 중심을 중심으로 더 큰 원(주원)을 그리며 회전한다고 한다. 
프톨레마이오스가 사용한 동심원 구체에 대한 보완적 이론: 행성이 회전하는 구체 자체가 어느 정도 회전할 수 있다는 이론이다. 이 이론은 프톨레마이오스보다 앞선다(처음에는 크니도스의 에우독소스가 고안했고, 코페르니쿠스 시대에는 아베로에스 와 연관되어 있었다). 천문학자들 사이에서는 또한 회전축이 중심에서 완전히 벗어나지 않은 이심률과 같은 변형이 인기를 끌었다. 행성들은 또한 균일하고 원형의 경로에서 벗어나 불규칙적인 움직임을 보이도록 만들어졌다. 행성 운동의 이심률은 관찰 기간 동안 역방향으로 운동한 것으로 분석되었다. 이 역행 운동은 이 특정 경로가 주전원으로 알려지게 된 이유에 대한 기초를 만들었다.
이 이론에 대한 프톨레마이오스의 독특한 공헌은 등위점이었다. 등위점은 행성의 주전원의 중심이 일정한 각속도로 움직이는 지점이지만, 주위점의 중심과는 차이가 있다. 이것은 아리스토텔레스 우주론의 기본 원칙 중 하나를 위반했다. 즉, 행성의 운동은 균일한 원운동으로 설명되어야 한다는 원칙이다. 이는 많은 중세 천문학자들에게 심각한 결함으로 여겨졌다.
서기 499년, 그리스 천문학의 영향을 받은 인도의 천문학자이자 수학자인 아리아바타는 지구의 자전을 명시적으로 포함하는 행성 모델을 제시했다. 그는 이것이 별들이 겉보기에 서쪽으로 움직이는 원인이라고 설명했다. 그는 또한 행성의 궤도가 타원이라고 믿었다. 아리아바타의 추종자들은 특히 남인도에서 강했으며, 그곳에서는 지구의 일주 운동 원리를 비롯한 그의 원리가 추종되었고, 이를 기반으로 여러 가지 2차 작품이 탄생했다.

### 중세
몇몇 이슬람 천문학자들은 지구의 겉보기 부동성과 우주 내 중심성에 의문을 제기했다. 일부 사람들은 지구가 축을 중심으로 회전한다는 것을 받아들였다.
12세기에 알페트라기우스는 프톨레마이오스 체계에 대한 완전한 대안을 제안했다(지동설은 아님). 그는 프톨레마이오스 체계를 상상의 모델로 선언했으며, 행성의 위치를 예측하는 데는 성공했지만 실제적이거나 물리적인 것은 예측하지 못했다. 대안 시스템은 13세기 동안 유럽 대부분으로 퍼졌다. 13세기에서 14세기에 아랍 및 페르시아 천문학자들이 행성 운동의 지구 중심 모델을 위해 개발한 수학적 기술은 나중에 코페르니쿠스가 태양 중심 모델에서 사용한 일부 기술과 매우 유사하다.
13세기 이래로 유럽 학자들은 프톨레마이오스 천문학의 문제점을 잘 알고 있었다. 이 논쟁은 아베로에스가 프톨레마이오스를 비판한 것에 대한 반응으로 촉발되었고, 15세기 중반 프톨레마이오스의 텍스트가 복구되고 라틴어로 번역되면서 다시 부활했다.

## 코페르니쿠스 이론
코페르니쿠스의 주요 저서인 《천구의 회전에 관하여》(초판 1543년 뉘른베르크, 중판 1566년 바젤)는 그의 사망 연도에 출판된 6권의 책으로 구성된 요약본이었지만 그는 수십 년 전에 자신의 이론을 도출했다. 이 작품은 지구를 중심으로 한 지구 중심적 우주에서 벗어나려는 변화의 시작을 보여준다. 코페르니쿠스는 지구가 고정된 태양 주위를 1년에 한 번 공전하고, 하루에 한 번 축을 중심으로 회전하는 또 다른 행성이라고 주장했다. 하지만 코페르니쿠스는 태양을 천구의 중심에 놓았지만, 정확히 우주의 중심에 두지는 않았고, 그 근처에 두었다. 코페르니쿠스의 체계는 균일한 원운동만을 사용했는데, 이는 많은 사람이 프톨레마이오스 체계의 가장 큰 단점으로 여겼던 부분을 바로잡은 것이다.
코페르니쿠스 모형은 프톨레마이오스의 등원(equant circle)을 더 많은 주전원으로 대체했다. 1,500년 동안의 프톨레마이오스 모델은 코페르니쿠스가 행성의 운동을 보다 정확하게 추정하는 데 도움이 되었다.  이것이 코페르니쿠스의 체계가 프톨레마이오스의 체계보다 더 많은 주전원을 가지고 있었던 주된 이유이다. 더 많은 주전원이 행성의 실제 위치를 더 정확하게 측정할 수 있는 것으로 입증되었지만 "흥분할 만큼 충분하지는 않았다."
코페르니쿠스 이론의 주요 특징은 다음과 같다.
1. 천체의 운동은 균일하고, 영원하며, 원형이거나 여러 개의 원(주전원)이 복합된 형태이다.
2. 우주의 중심은 태양 근처에 있다.
3. 태양 주위에는 순서대로 수성, 금성, 지구와 달, 화성, 목성, 토성, 항성들이 있다.
4. 지구는 매일 자전하고, 매년 공전하고, 매년 축이 기울어지는 세 가지 운동을 한다.
5. 행성의 역행 운동은 지구의 운동으로 설명되는데, 간단히 말해 지구 주위의 행성과 다른 천체의 영향도 받다.
6. 지구에서 태양까지의 거리는 별까지의 거리에 비하면 짧다.

### 참고 문헌
- Crowe, Michael J. (2001). 《Theories of the World from Antiquity to the Copernican Revolution》. Mineola, New York: Dover Publications, Inc. ISBN 0-486-41444-2.
- di Bono, Mario (1995). “Copernicus, Amico, Fracastoro and Ṭūsï's Device: Observations on the Use and Transmission of a Model”. 《Journal for the History of Astronomy》 xxvi (2): 133–154. Bibcode:1995JHA....26..133D. doi:10.1177/002182869502600203. S2CID 118330488.
- Drake, Stillman (1970). 《Galileo Studies》. Ann Arbor: The University of Michigan Press. ISBN 0-472-08283-3.
- Esposito, John L. (1999). 《The Oxford history of Islam》. Oxford University Press. ISBN 978-0-1951-0799-9.
- Gingerich, Owen (2004). 《The Book Nobody Read》. London: William Heinemann. ISBN 0-434-01315-3.
- Gingerich, Owen (June 2011), “Galileo, the Impact of the Telescope, and the Birth of Modern Astronomy” (PDF), 《Proceedings of the American Philosophical Society》 (Philadelphia PA) 155 (2), 134–141쪽, 2015년 3월 19일에 원본 문서 (PDF)에서 보존된 문서, 2016년 4월 13일에 확인함
- Goddu, André (2010). 《Copernicus and the Aristotelian tradition》. Leiden, Netherlands: Brill. ISBN 978-9-0041-8107-6.
- Huff, Toby E (2010). 《Intellectual Curiosity and the Scientific Revolution: A Global Perspective》. Cambridge: Cambridge University Press. ISBN 978-0-5211-7052-9.
- Koestler, Arthur (1989). 《The Sleepwalkers: A History of Man's Changing Vision of the Universe》. Arkana. ISBN 978-0-14-019246-9.
- Kuhn, Thomas S. (1985). 《The Copernican Revolution—Planetary Astronomy in the Development of Western Thought》. Cambridge, Mississippi: Harvard University Press. ISBN 978-0-674-17103-9.
- Linton, Christopher M. (2004). 《From Eudoxus to Einstein—A History of Mathematical Astronomy》. Cambridge: Cambridge University Press. ISBN 978-0-521-82750-8.
- McCluskey, S. C. (1998). 《Astronomies and Cultures in Early Medieval Europe》. Cambridge: Cambridge University Press.
- Raju, C. K. (2007). 《Cultural foundations of mathematics: the nature of mathematical proof and the transmission of the calculus from India to Europe in the 16th c. CE》. Pearson Education India. ISBN 978-8-1317-0871-2.
- Saliba, George (2009), “Islamic reception of Greek astronomy” (PDF), 《in Valls-Gabaud & Boskenberg (2009)》 260, 149–165쪽, Bibcode:2011IAUS..260..149S, doi:10.1017/S1743921311002237
- Sharratt, Michael (1994). 《Galileo: Decisive Innovator》. Cambridge: Cambridge University Press. ISBN 0-521-56671-1.
- Valls-Gabaud, D.; Boskenberg, A., 편집. (2009). 《The Role of Astronomy in Society and Culture》. Proceedings IAU Symposium No. 260.
- Veselovsky, I.N. (1973). “Copernicus and Naṣīr al-Dīn al-Ṭūsī”. 《Journal for the History of Astronomy》 iv: 128–130. Bibcode:1973JHA.....4..128V. doi:10.1177/002182867300400205. S2CID 118453340.